# Dominique Barret
Pour les articles homonymes, voir Barret (homonymie).
Dominique Barret, pianiste, musicien-arrangeur, auteur-compositeur-interprète, est originaire de l'île de La Réunion. Il a pendant longtemps accompagné les artistes locaux sur scène et dans les studios d'enregistrement avant de se donner en spectacle. Son répertoire musical est composé de chansons romantiques et de titres plus dansants pour la plupart conçus sur la base rythmique du Séga. Les quatre  albums: "maloyamour", "po ou mam'zel", "si ou di oui", "mi aime encore" ont été écrits en collaboration avec Christian Lauret.

## Biographie
- 1964 : voit le jour à Petite-île.
- 1976 : s'inscrit à des cours de piano avec le professeur Robert Gaffé.
- 1981 : enregistre et fait graver ses deux premiers titres sur un 45 Tours vinyle. Le disque est réalisé par Marco Payet. Une initiative familiale, ambitieuse, mais dont la portée reste confidentielle.
- 1984 : quitte l’île de la Réunion pour des études à Brest (Licence Audiovisuel).
- 1985 : retour au pays natal, participe à des festivals de jazz et de Rock. Signe ses premiers arrangements musicaux pour des chanteurs de séga en vogue tel que Jean Alain Hoarau et Michou.
- 1986 : participe à la réalisation musicale d’un spectacle de danse « AXE » aux côtés du danseur et chorégraphe Jean Pierre Clain.
- 1987 : intègre l’Éducation Nationale en tant que Professeur des écoles.
- 1988 : revient chez les disquaires avec un slow « destinées »[3] qu'il interprète en duo avec Maguy Payet, gagnante d’un jeu concours télévisé. Ce second 45 tours va occuper la première place du hit-parade local, des semaines durant.
- 1990 : sortie d'une K7 audio où l’on retrouve les deux partenaires de scène Maguy et Dominique avec un répertoire de chansons françaises.
- 1992 : direction d’une comédie musicale « JANIS » mise en scène par Patrick Pontgahet.
- 1993 à 1996: illustrations musicales de spectacles montés par des humoristes locaux : Daniel Vabois, Sully Rivière, Gérald Panechou, Johny Guichard, Alain Hubert et surtout Thierry Jardinot avec qui, il va longtemps collaborer. Entre-temps il réalise également plusieurs albums pour d’autres artistes tels que : Harry Payet, Jean-Pierre Boyer, Yann Scott, Georges Marie Soucramanien, … Dans la même période il sera aussi le claviériste attitré de Ti'Fock
- 1997 : sortie du premier cédé « Maloyamour ». Commence à s’imposer sur les ondes et sur le petit écran. Accompagné des meilleurs musiciens locaux, investit les grandes scènes de l’île en tant que chanteur.
- 2001 : sortie du second cédé : « po ou mam’zel ».  Le public apprécie et l'artiste est régulièrement sollicité aux quatre coins de l’île ainsi que dans les soirées festives organisées par des associations réunionnaises en France Métropolitaine.
- 2004 : sortie du troisième cédé : « si ou di oui » qui vient conforter le succès du précédent album. Dominique Barret, accompagné par le groupe "soulpak" se fait régulièrement inviter dans les soirées mondaines et populaires pour chanter : à l'ombre des palmiers, mon cœur épris, po ou mam'zel, si ou di oui, kalinanou, ... Et plein d'autres refrains incontournables de son répertoire.
- 2010 : sortie du quatrième cédé : « mi aime encore » qui vient enrichir son répertoire de quatorze nouveaux titres.

## Discographie
- une goutte d'amour, 1er 45 tours vinyle, 1981
- Destinées, (en duo avec Maguy Payet), 45 tours vinyle, 1988
- Tourner la page, cassette, 1990
- Maloyamour, CD, 1997
- Po ou mam'zel, CD, 2001
- si ou di oui, CD, 2004
- mi aime encore, CD, 2010
- ma lumière, CD, 2015

## DVD
- 2003, Live au Théâtre Luc Donat(Tampon)
- 2006, Live au Théâtre en Plein Air de St Gilles
- 2011, Live à Champ Fleuri